# Buste d'Antinoüs-Dionysos (Ermitage)
Le buste d'Antinoüs-Dionysos du musée de l'Ermitage à Saint-Pétersbourg est un portrait sculptural colossal (84 cm de hauteur) en marbre romain d'Antinoüs, le favori et bien-aimé de l'empereur romain Hadrien. Il est représenté comme le dieu Dionysos avec une couronne de vigne en bronze sur la tête. On pense que le buste a été retrouvé dans la Villa d'Hadrien à Tivoli. Il faisait partie de la collection du marquis Giampietro Campana et était connu comme l'une de ses plus belles sculptures. Après la ruine du marquis, le buste d'Antinoüs-Dionysos fut acquis en 1861 par l'empereur Alexandre II de Russie pour l'Ermitage.
Sous l'Union soviétique, lorsque l'homosexualité était considérée comme un délit, la communauté gay clandestine de Leningrad avait pour coutume de prêter serment d'allégeance et de célébrer des mariages impromptus devant cette statue.[réf. nécessaire]

## Source de traduction
- (en) Cet article est partiellement ou en totalité issu de l’article de Wikipédia en anglais intitulé « Antinous-Dionysus (Hermitage) » (voir la liste des auteurs).